# Bahirimabdi, Shorapur
Bahirimabdi là một làng thuộc tehsil Shorapur, huyện Gulbarga, bang Karnataka, Ấn Độ.